# Jacob Marley
Jacob Marley è un personaggio del Canto di Natale, scritto da Charles Dickens.

## Ruolo nel racconto
Jacob Marley è il primo personaggio menzionato nel romanzo. L'autore, infatti impiega le prime righe dell'opera per parlare brevemente della morte del personaggio, per poi introdurre il protagonista Ebenezer Scrooge. Marley era, infatti, il socio in affari di Scrooge a cui assomigliava per carattere, idee e modi di comportarsi.
Il ruolo del personaggio nella vicenda è di annunciare a Scrooge la visita dei tre spiriti.
La morte di Marley è avvenuta sette anni prima rispetto agli eventi narrati nel libro, nonostante ciò, però, Scrooge continua a mantenere il nome del socio sull'insegna della bottega in cui svolge la sua attività finanziaria, che è appunto chiamata “Scrooge & Marley”.
Lo spettro di Marley appare a Scrooge la sera della vigilia di Natale. 
La prima volta che Scrooge ha la visione del socio defunto avviene mentre è in procinto di aprire il portone di casa. Jacob Marley, infatti fa spuntare la sua testa dal picchiotto della porta. Nonostante ciò, però Scrooge non presta fede all'apparizione ed entra in casa come se nulla fosse successo. 
Più tardi il fantasma manda al vecchio protagonista altri presagi della sua presenza: la sua faccia, infatti, appare nelle decorazioni del camino e i campanelli nella stanza iniziano a suonare. Poco dopo, infine, lo spettro, avvolto da catene, si palesa a Scrooge, presentandosi come il suo defunto socio Jacob Marley.
In principio Scrooge non vuole credere all'apparizione, sostenendo che l'apparizione sia soltanto frutto di un'indigestione, ma è costretto, poi, a ricredersi quando Marley lo terrorizza, sciogliendo il fazzoletto che gli avvolgeva il capo e lasciando, così, cadere in giù la mandibola. 
Il protagonista inizia, quindi, ad interrogare il collega morto, che risponde ammonendolo che anche a lui toccherà la stessa sorte se non muterà alla svelta la sua vita. Marley, infatti, dopo aver passato la vita compiendo il male, è ora costretto a vagare incatenato per il mondo, guardando il bene compiuto dagli altri e rammaricandosi di non poter far nulla per contribuire. Annuncia, poi, che, durante le seguenti tre notti, allo scoccare della mezzanotte, Scrooge riceverà la visita di altri tre fantasmi, che lo indurranno a cambiare vita. Detto ciò Marley esce dalla finestra per andare ad unirsi alla numerosa schiera dei fantasmi degli strozzini che infestavano la strada attorno alla casa di Scrooge.
Scrooge, inoltre, riconosce anche alcune sue vecchie conoscenze, le quali si affannano attorno ad una povera donna con in braccio un bambino e si lamentano di non poter far nulla per aiutarla.
Tuttavia il protagonista non rimane particolarmente turbato dalla visione e va subito a coricarsi a causa della grande stanchezza.

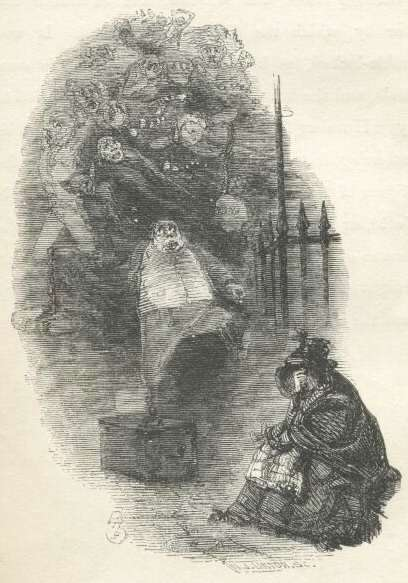
I fantasmi degli usurai.

## Descrizione del Personaggio
Lo spettro di Jacob Marley viene descritto come un'entità trasparente, che emana un inquietante bagliore. Indossa un panciotto, una giacca, dei pantaloni ed un paio di stivali. I capelli sono raccolti in un codino e sembrano fluttuare nell'aria. I lati della testa sono avvolti in una benda. 
Attorno alla vita ha legata una lunga catena che gli immobilizza il corpo. Alle estremità della catena, sono, inoltre, legate chiavi, scrigni e bauli che il fantasma trascina dietro a simboleggiare la sua vita passata, nella quale fu avido e si comportò da strozzino.